# Paiçandu (Paraná)
Paiçandu ist ein brasilianisches Munizip im Bundesstaat Paraná. Es hat 42.251 Einwohner (2021), die sich Paiçanduenser nennen. Seine Fläche beträgt 171 km². Es liegt 487 Meter über dem Meeresspiegel.

## Etymologie
Ganz Brasilien birgt in seiner Geschichte einen Schatz an Mythen und Sagen. Im Gegensatz zum Mythos ist die Sage ein Bericht voller prächtiger und phantastischer Bilder, der immer einen Hauch von Wahrheit enthält. So ist der Name Paiçandu aus einer Sage entstanden. Die ersten Einwohner von Paiçandu waren Indianer und Caboclos. Unter ihnen gab es einen berühmten Heiler namens Çandu, einen hoch angesehenen Priester, der außergewöhnliche Heilungen durchführte. Diese Macht zog zahlreiche Menschen aus Maringá und Umgebung an, so dass die Bevölkerung allmählich anstieg. Im Allgemeinen wurden die Heiler Pai genannt, woraus sich die Bezeichnung Pai Çandu ableitete.
In einer prosaischeren Variante wurde die Stadt nach der Festung Paysandu am Uruguay  benannt, in der am 2. Januar 1865 im Uruguayischen Krieg eine wichtige Schlacht stattfand. Damals erzwang Admiral Tamandaré die Kapitulation der Festung.

## Geschichte

### Besiedlung
Die Besiedlung begann um das Jahr 1944. Viele Familien ließen sich in der Region nieder. Sie wurden von der Fruchtbarkeit des Bodens angezogen, der sich für den Anbau von Kaffee sehr gut eignete. Im Jahr 1948 wurde auf Initiative der Companhia de Terras Norte do Paraná (heutige Companhia Melhoramentos Norte do Paraná) die Gleba Paiçandu gegründet. Die Eisenbahn, die die Grundlage für die Siedlung war, erreichte Apucarana 1943, Maringá 1954 und Cianorte erst 1973. Da Paiçandu ein wichtiger Knotenpunkt war, wuchs die Siedlung rasch. Die ersten Geschäftshäuser entstanden in der Nähe des zukünftigen Bahnhofs.

### Erhebung zum Munizip
Paiçandu wurde durch das Staatsgesetz Nr. 4245 vom 25. Juli 1960 in den Rang eines Munizips erhoben und am 19. November 1961 als Munizip installiert.

## Geografie

### Fläche und Lage

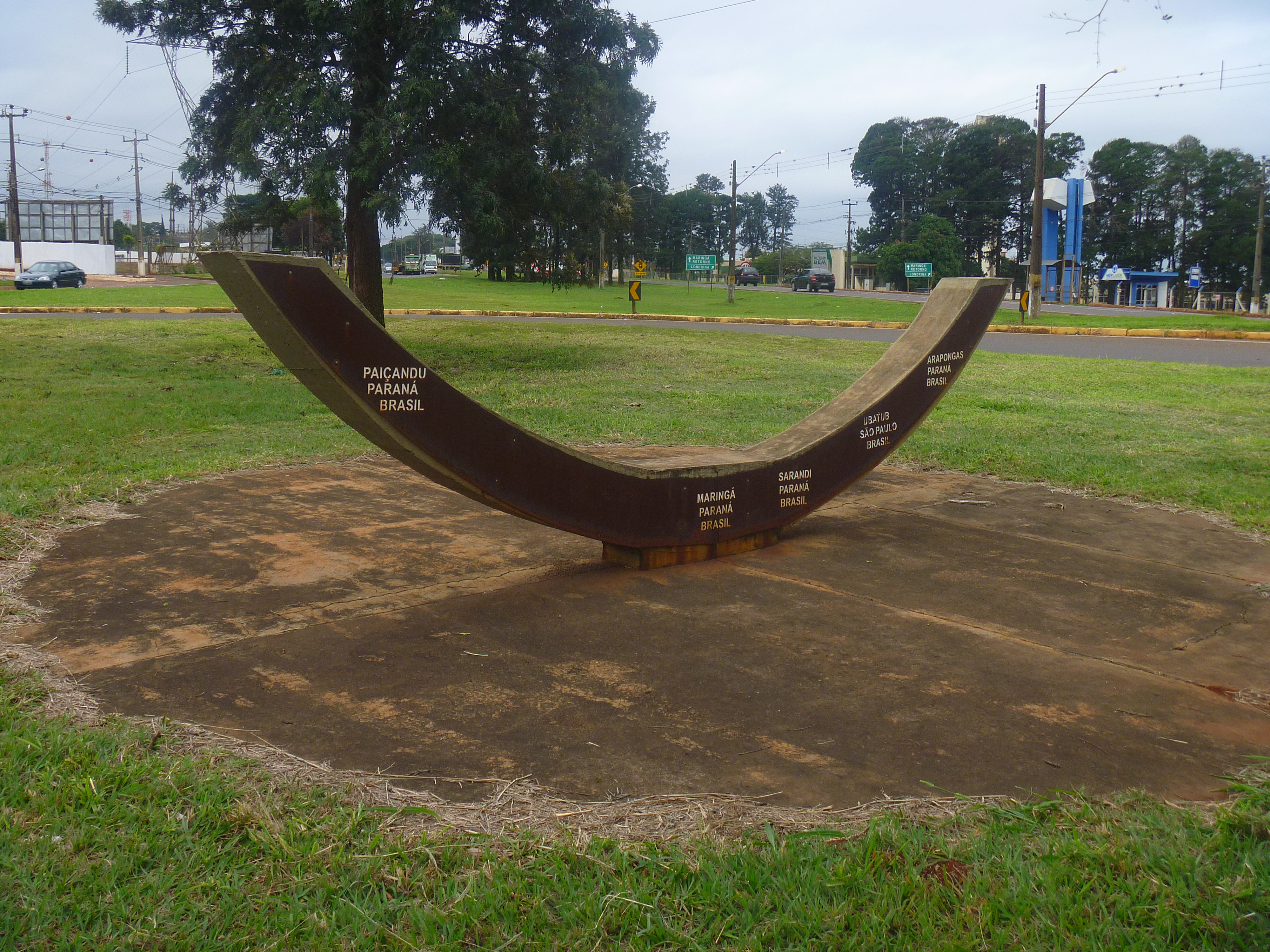
Markierung des Wendekreises des Steinbocks

Paiçandu liegt auf dem Terceiro Planalto Paranaense (der Dritten oder Guarapuava-Hochebene von Paraná) auf 23° 27′ 28″ südlicher Breite und 52° 02′ 56″ westlicher Länge. Durch das Munizip verläuft der südliche Wendekreis, der Wendekreis des Steinbocks. Es hat eine Fläche von 171 km². Es liegt auf einer Höhe von 487 Metern.

### Vegetation
Das Biom von Paiçandu ist Mata Atlântica.

### Klima
In Paiçandu herrscht warmes, gemäßigtes Klima. Die meiste Zeit im Jahr ist mit erheblichem Niederschlag zu rechnen. Selbst im trockensten Monat fällt eine Menge Regen. Die Klimaklassifikation nach Köppen und Geiger lautet Cfa. Es herrscht im Jahresdurchschnitt eine Temperatur von 22,0 °C. Innerhalb eines Jahres gibt es 1561 mm Niederschlag.

### Gewässer
Der Ribeirão Chapecó fließt auf der westlichen Grenze des Munizips in Richtung Südwesten zum Ivaí. Der Ribeirão Paiçandu bildet die südöstliche Grenze zu Marigá. Der Ribeirão Bandeirantes do Sul kommt von Maringá und fließt mitten durch das Munizip. 

### Straßen
Paiçandu liegt an der PR-232 von Cianorte nach Maringá. 

### Nachbarmunizipien
|                | Mandaguaçu                                  |         |
| Ourizona       | Kompassrose, die auf Nachbargemeinden zeigt | Maringá |
| Doutor Camargo | Ivatuba                                     |         |

## Stadtverwaltung
Bürgermeister: Ismael Batista, DEM (2021–2024)
Vizebürgermeister: Val Magalhães, PROS (2021–2024)

## Demografie

### Bevölkerungsentwicklung
Als unmittelbare Nachbarstadt von Maringá hat Paiçandu in den vergangenen Jahrzehnten ein rasches Bevölkerungswachstum erlebt. Ein großer Anteil der Bewohner arbeitet oder studiert in Maringá, so dass die Stadt den Charakter einer Schlafstadt angenommen hat.
| Jahr | Einwohner | Stadt | Land |
| ---- | --------- | ----- | ---- |
| 1970 | 12.093    | 28 %  | 72 % |
| 1980 | 11.970    | 74 %  | 26 % |
| 1991 | 22.197    | 95 %  | 5 %  |
| 2000 | 30.764    | 96 %  | 4 %  |
| 2010 | 35.936    | 99 %  | 1 %  |
| 2021 | 42.251    |       |      |

Quelle: IBGE (2011)

### Ethnische Zusammensetzung
| Gruppe *    | 1991    | 2000    | 2010    | wer sich als ...                                                                 |
| ----------- | ------- | ------- | ------- | -------------------------------------------------------------------------------- |
| Weiße       | 63,1 %  | 62,2 %  | 56,5 %  | weiß bezeichnet                                                                  |
| Schwarze    | 2,6 %   | 4,2 %   | 4,7 %   | schwarz bezeichnet                                                               |
| Gelbe       | 0,1 %   | 0,1 %   | 0,4 %   | von fernöstlicher Herkunft wie japanisch, chinesisch, koreanisch etc. bezeichnet |
| Braune      | 34,1 %  | 32,3 %  | 38,4 %  | braun oder als Mischung aus mehreren Gruppen bezeichnet                          |
| Indigene    | 0,0 %   | 0,0 %   | 0,0 %   | Ureinwohner oder Indio bezeichnet                                                |
| ohne Angabe | 0,0 %   | 1,2 %   | 0,0 %   |                                                                                  |
| Gesamt      | 100,0 % | 100,0 % | 100,0 % |                                                                                  |

*) Das IBGE verwendet für Volkszählungen ausschließlich diese fünf Gruppen. Es verzichtet bewusst auf Erläuterungen. Die Zugehörigkeit wird vom Einwohner selbst festgelegt.
Quelle: IBGE (Stand: 1991, 2000 und 2010)